# Paolo Pizzetti
Pour les articles homonymes, voir Pizzetti.
Paolo Pizzetti (24 juillet 1860 - 14 avril 1918,,) est un géodésien, géophysicien, astronome et mathématicien italien. 

## Biographie
Il étudie l'ingénierie à Rome, et sort diplômé en 1880,,. Il reste à Rome et aide Giuseppe Pisati et Enrico Pucci dans leur détermination de la valeur absolue de la gravité,,. En 1886, il devient professeur agrégé de géodésie à l'université de Gênes où il est enseigne jusqu'à son affectation à l'université de Pise en 1900,,, toujours au poste de professeur de géodésie. Il reste à Pise jusqu'à sa mort en 1918.
Il a écrit Höhere Geodäsie, (Géodésie supérieure) ainsi que de nombreux ouvrages importants sur la théorie des erreurs. Il était membre de l'Académie des Lyncéens et de l'Académie de Turin,. Il fut président Invité du Congrès international des mathématiciens en 1908 à Rome. Un cratère de la face cachée de la Lune, Pizzetti, porte son nom.